# Nemo locupletari debet cum aliena iactura
Nemo locupletari debet (oppure potest) cum aliena iactura è un brocardo latino che esprime un principio fondamentale del diritto romano, successivamente ripreso dai sistemi giuridici basati sul civil law, per il quale, letteralmente, non è consentito trarre profitto dalle disgrazie altrui ("nessuno deve arricchirsi a seguito della disgrazia altrui"). Tale principio trova la sua applicazione anche riguardo allo stesso danneggiato.
Concettualmente, al verificarsi di un danno, il diritto del danneggiato è di ricevere un giusto risarcimento, così che il valore della cosa danneggiata non venga incrementato rispetto al suo valore ante-sinistro. Questo principio, a seguito dell'evoluzione giuridica e nel rispetto del carattere sociale della norma, non viene applicato nel caso di danno alla persona. Infatti, in questo caso, il risarcimento deve tenere conto dell'aspettativa di vita dell'infortunato e della diminuita capacità di condurre una normale vita di relazione, a seguito del danno riportato.